# Codroș cu coroană albă
Codroșul cu coroană albă (Phoenicurus leucocephalus) este o specie de pasăre paseriforme din familia Muscicapidae,  originară din subcontinentul indian și Asia de Sud-Est și din anumite regiuni din Asia Centrală. Habitatul său natural este pădurea temperată. Această specie a fost plasată anterior în genul monotipic Chaimarrornis, dar a fost mutată în Phoenicurus pe baza rezultatelor unui studiu de filogenetică moleculară publicat în 2010.

## Galerie

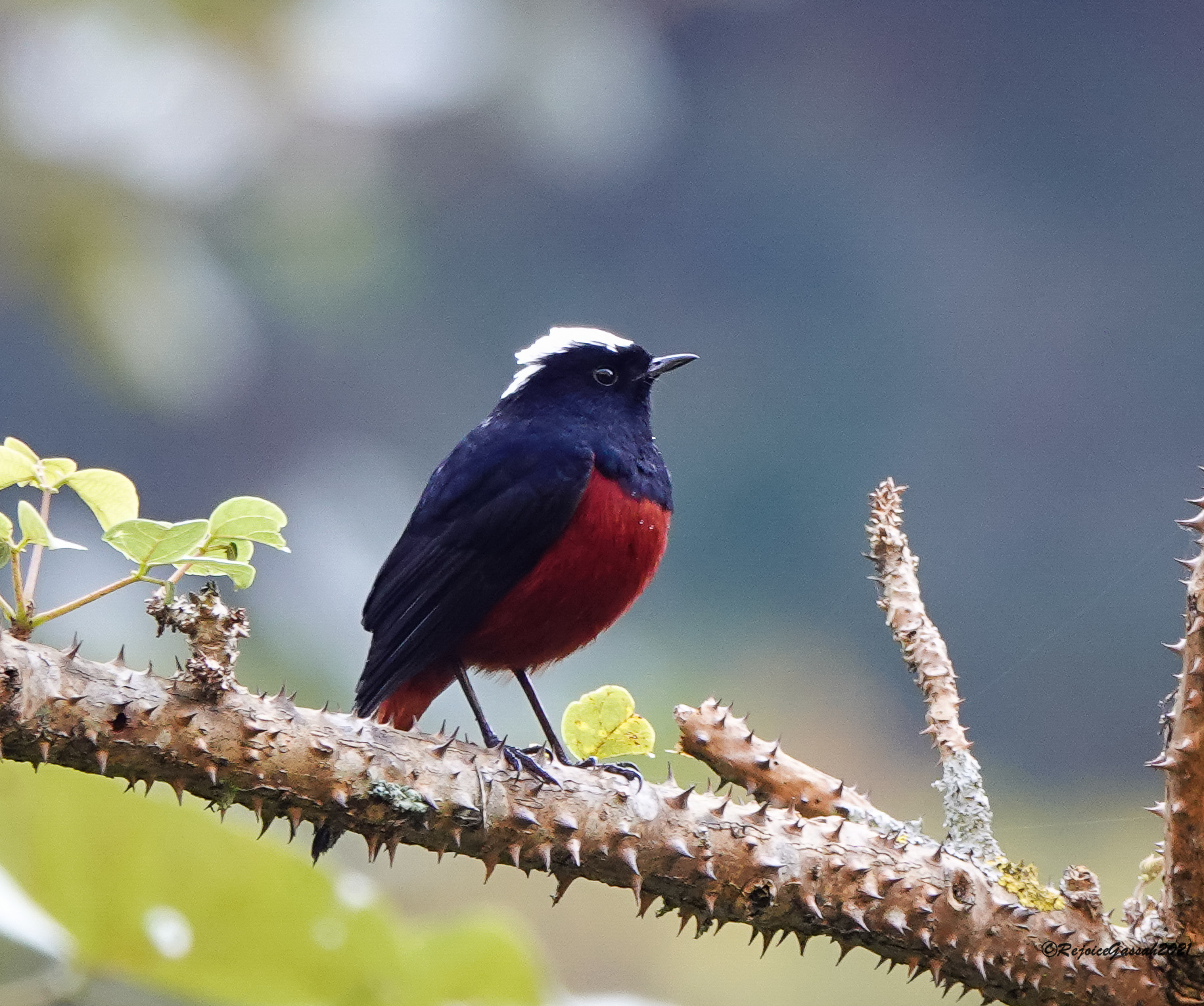
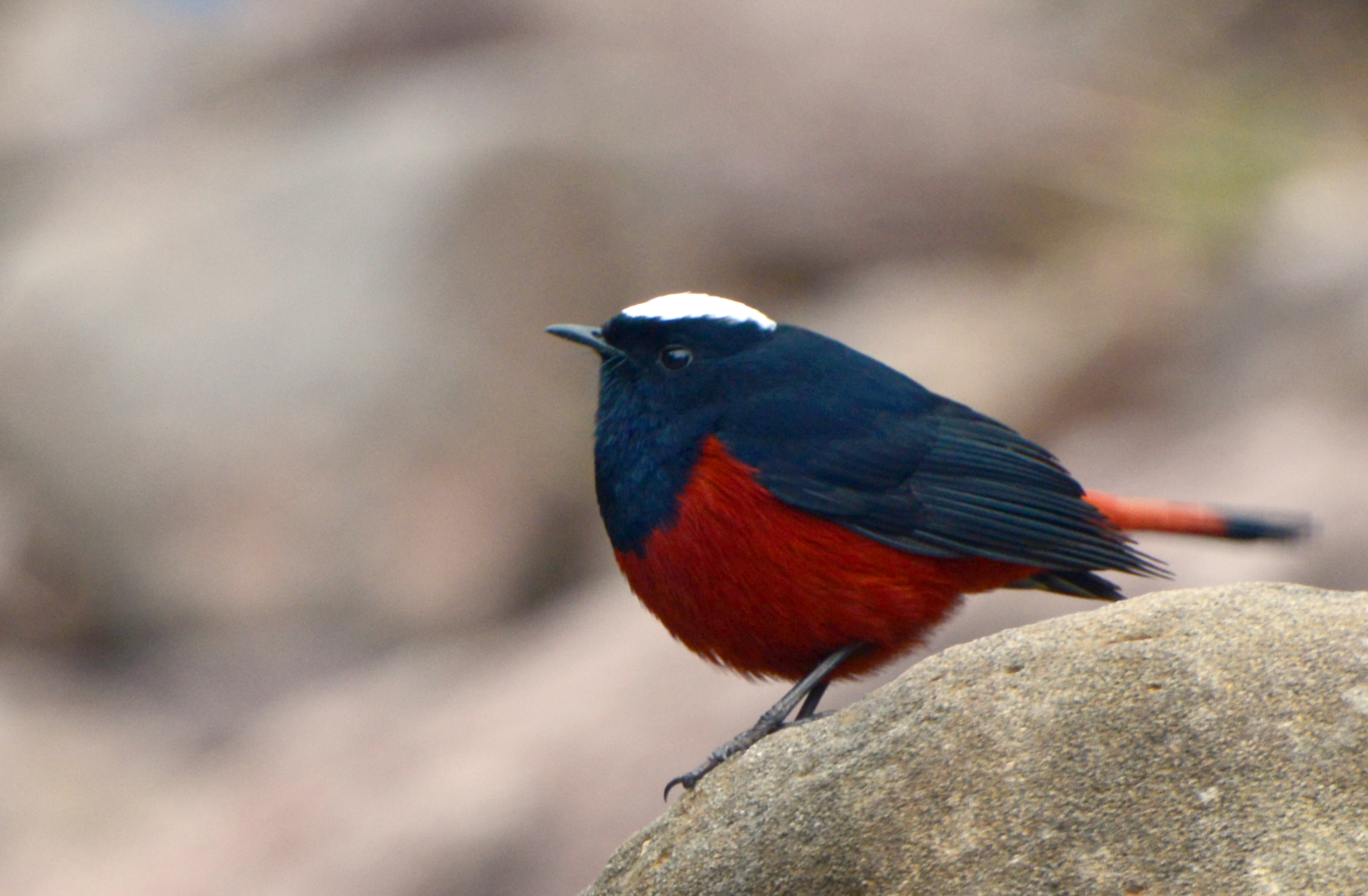
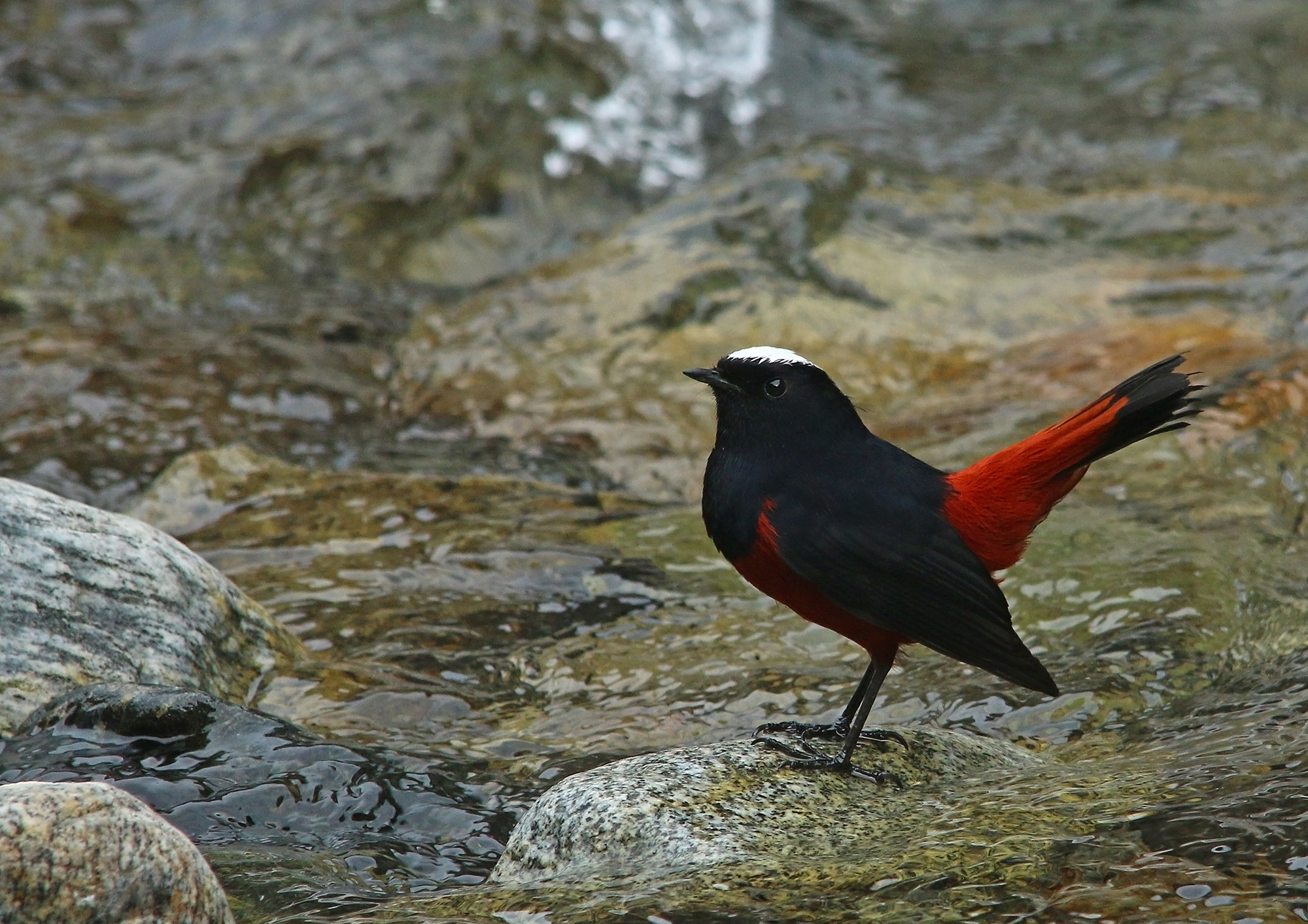
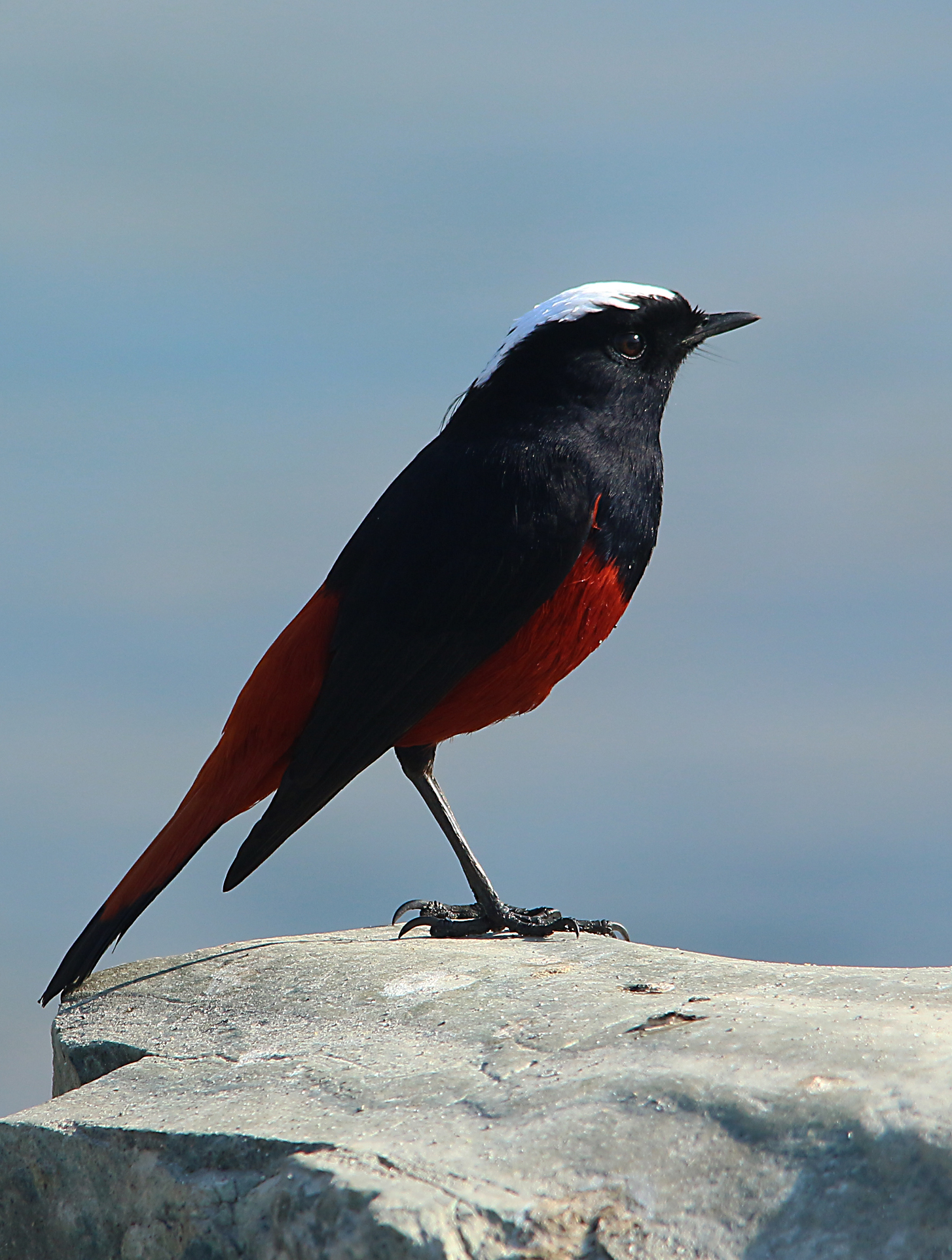